# کانارانا
کانارانا (به پرتغالی: Canarana) یک منطقهٔ مسکونی در برزیل است که در باهیا واقع شده‌است. کانارانا ۲۶٬۳۲۵ نفر جمعیت دارد.